# Mustelus stevensi
Mustelus stevensi — акула з роду Гладенька акула родини Куницеві акули. Інша назва «західна гладенька акула».

## Опис
Загальна довжина досягає 103,4 см. Голова середнього розміру. Очі помірно великі, овальні, з мигальною перетинкою. За ними розташовані невеличкі бризкальця. Рот доволі невеликий, дугоподібний. Зуби дрібні, численні, розташовані у декілька рядків. У неї 5 пар зябрових щілин. Тулуб стрункий. Осьовий скелет складається з 76-80 хребців. Грудні плавці розвинені. Має 2 високих спинних плавця, з яких передній більше за задній. Основа переднього спинного плавця близько у 2 рази більше за відстань від анального до хвостового плавця. Передній спинний плавець розташовано позаду грудних плавців, задній починається перед анальним плавцем і закінчується навпроти нього. Птеригоподії (статеві органи самців) доволі довгі, тонкі. Черевні та анальний плавці невеличкі. хвостовий плавець гетероцеркальний.
Забарвлення спини сіре з жовтуватим відтінком. По спині та боках розкидані численні білі плямочки. Черево світліше за спину. У молодих особин основа і зовнішній край спинних плавців білого кольору, хвостовий плавець із світлою облямівкою.

## Спосіб життя
Тримається на глибинах від 120 до 735 м, на континентальному шельфі. Живиться ракоподібними, невеличкими головоногими молюсками, дрібною костистою рибою.
Статева зрілість настає при розмірі 60 см. Це живородна акула. Народжені акуленята становлять 25-27 см завдовжки.
Не є об'єктом промислового вилову.

## Розповсюдження
Мешкає біля штату Західна Австралія (Австралія).